# Sergio Rodrigues
Sergio Rodrigues (* 22. September 1927 in Rio de Janeiro; † 1. September 2014 in Botafogo, Rio de Janeiro) war ein brasilianischer Architekt und Möbeldesigner.

## Leben
Sergio Rodrigues graduierte 1951 in Architektur an der FNA Universidade do Brasil und war vor allem als Innenarchitekt tätig. Er wurde international bekannt mit seinem Sessel „Mole“ (1957), der 1961 die Internationale Möbel-Biennale im italienischen Cantù gewann und im Museum of Modern Art (MoMA) in New York City zur ständigen Ausstellung gehört. Weitere bekannte Arbeiten sind der Stuhl „Tonico“ (1963) und der Stuhl „Leve Kilin PL-104“ (1973).
1960 fanden zahlreiche Möbel von Rodrigues in der von Oscar Niemeyer geplanten Regierungsstadt in Brasília Verwendung.
1975 wurde er vom  Instituo de Arquitetura do Brasil ausgezeichnet.